# 가성직제도
가성직제도(假聖職制度)는 초기 한국 천주교회에서 평신도들이 선교사(성직자)가 없는 상황에서 약 2년간 미사와 성사(성체성사 및 고해성사)의 집전을 대신한 제도를 일컫는다.
1784년 음력 1월 이승훈은 북경에서 그라몽(Jean de Grammont, 梁棟材)  신부로부터 영세를 받고 조선 천주교의 주춧돌이 되라는 뜻에서 베드로(반석)라는 세례명을 받았다. 1784년(정조 8년) 4월 13일(음력 3월 24일) 이승훈은 성서와 성상·묵주 등을 가지고 한양에 돌아왔다. 이승훈은 조선에 천주교회를 세우기로 하고 북경 교회 체제를 인용해 자신이 주교가 되고 권일신·정약전·최창현(崔昌顯)·유항검(柳恒儉)·이존창(李存昌)  등 10명에게 신부직을 수행하게 해 교회를 운영해 나갔다.(1786년)
하지만 윤유일이 1790년 봄 가성직제도는 교회법에 어긋난다는 선교사들의 서신을 갖고 입국하였으므로, 조선천주교회는 중국 천주교회에 성직자를 보내줄 것을 요청하였다. 그래서 한국교회 사상 처음 천주교회 사제인 주문모 신부가 입국하였다.

## 참고 문헌
- 이덕일 (2009). 《이덕일의 세상을 바꾼 여인들》. 옥당. ISBN 978-89-961525-2-1.
- 가톨릭 대사전
- 신문속의 신문 한국천주교회사(1)- 가성직 제도 전면 폐지